# Elskovsbarnet (film fra 1910)
 For alternative betydninger, se Elskovsbarnet. (Se også artikler, som begynder med Elskovsbarnet)
Elskovsbarnet er en dansk stum dramafilm fra 1910 produceret af Nordisk Films Kompagni og instrueret af August Blom. Filmen er løst baseret på 	Guy de Maupassants novelle Brudegaven.
Filmen havde dansk biografpremiere den 5. december 1910 i Panoptikon.

## Medvirkende
- Johannes Poulsen, Grev Henry
- Nicolai Brechling, Baron d'Aurignac
- Aage Hertel, Vicomte d'Esternay
- Ane Grethe Antonsen, Vicomtens kone
- Gudrun Houlberg, Suzanne, vicomtens datter
- Edith Buemann, Frk. Yvonne
- August Blom